# Mineralno strojenje
Zgodovina

F. L. Knapp je že leta 1858 opozoril na kromove snovi, C. Heinzerling pa je leta 1878 dobil patent za strojenje s kromovimi spojinami. A. Schultz je v Ameriki patentiral svoj način strojenja. Reduciral je kromovo kislino v kožah z natrijevim bisulfidom, kasneje so uporabljali antiklor. Leta 1893 so uporabili bazični kromov klorid. Po letu 1895 je Procter uvedel kromov način v angleško usnjarsko industrijo. Kromovo kislino je reduciral z glicerinom, glukozo, moko in sladkorjem. Ugotovil je, da kromov galun z vodo prav dobro stroji. Leta 1905 je Eitner znanstveno pojasnil proces delovanja kromovih strojil.

Strojenje z rudninskimi (mineralnimi) strojili
 
Z razmahom industrijske proizvodnje in vzporednim razvojem kemije se je v usnjarstvu pričela uporaba rudninskih strojil. Najstarejše mineralno strojilo je beli galun, železove soli se niso uveljavile, prav tako ne spojine silicija in cirkonija, najpomembnejše pa so bile kromove soli.
 
Strojilni delci morajo v celoti prodreti v čimžano golico, zato jih pred strojenjem piklamo. Golice valjamo v kopeli z žvepleno kislino, ki ji dodamo kuhinjsko sol, da golica ne bi preveč nabreknila. Piklane golice nato strojimo v strojilnih sodih.
 
Rudninska strojila:

–	beli galun

–	kromove soli,

–	železove soli,

–	spojine silicija,

–	spojine cirkonija.

Strojenje s kromovimi spojinami

Kromove spojine delimo v dve skupini:
 
–	rumenooranžne kromove soli (kromati in bikromati),

–	vijoličaste kromove soli in kromov galun.
  
Kromovo strojenje se je vršilo v dveh kopelih. Kromove spojine so natrijev bikromat, kalijev bikromat, kromov galun, bazični kromov sulfat. Pri strojenju je pomembno piklanje, koncentracije in indikatorji za kontrolo.

Praktična izvedba kromovega strojenja

Pri kromovem strojenju sta se uveljavila dva načina:
 
–	strojenje v eni strojilni juhi,

–	strojenje v strojilnih juhah različnih bazičnosti.
 
Bazičnost kromovih spojin so regulirali s piklanjem. Čimžane golice so pred strojenjem okisali, da ne nabreknejo in sprejmejo vodo. Postopek je učinkovitejši in cenejši s postopnim dodajanjem soli. Za kontrolo čimže, pikla, strojenja in nevtralizacije so uporabljali indikatorje: fenolftalein, lakmus, metiloranž in druge, kar je zelo pomembno za kvaliteto tehnološkega postopka. Na potek strojenja s kromovim postopkom so vplivale soli in natrijev sulfat, kalijev galun, toplota, bazičnost kromovega ekstrakta in piklanje.

Pomožna sredstva za kromovo strojenje.